# Frine e le compagne
Frine e le compagne è un film del 1963 diretto da Vasilīs Geōrgiadīs. Fu candidato all'Oscar al miglior film straniero.
Fu presentato in concorso al 17º Festival di Cannes.

## Trama
Il film inizia con una coppia felice, Eleni e Petros, in un parco divertimenti di Atene, che festeggia la loro relazione. Qualche tempo dopo, Eleni e Petros sono di nuovo insieme in una bella giornata, ma lei deve andare, quindi parte per il suo posto di lavoro segreto: Le Lanterne Rosse.
Lì, Eleni e molte altre ragazze lavorano come prostitute. Si allontanano dal sentiero di Dio, ma sono sensibili e di buon cuore. Ognuna di loro ha la sua storia: Eleni, la protagonista, è originaria della Romania e si è recata in Grecia in cerca di una vita migliore; tuttavia, a causa delle scelte che ha fatto, ora è la più famosa delle prostitute. Anna è una giovane donna innamorata del capitano Nicholas. Ha un figlio con lui, ma lui non lo sa. Mary è la più grande di loro e la più "mascolina" nei modi. Un giovane cliente di nome Angelos si innamora di lei e presto iniziano una storia d'amore appassionata. Marina, una ragazza di un villaggio lontano da Atene, è follemente innamorata di Doris, la sua "manager". Tutte lavorano nella casa di Madam Pari, una madam professionista ed ex prostituta. Katerina è una donna delle pulizie e domestica di buon cuore, povera, abusata e ignorata. È sposata con un uomo anziano che è internato. Michalis è il "manager" di Eleni ed è anche innamorato di lei; tuttavia, lei lo odia.
Presto, un'altra donna si unisce alla loro "casa". Myrsine è una ragazza di 16 anni che diventa una di loro dopo essere stata inseguita da un poliziotto. Michalis cerca di sedurla ma non ci riesce. Dopo che il capitano Nicholas se ne va, Anna dice a Helen che ha un figlio con lui e che nessuno lo sa. Anna poi racconta al figlio Alex la verità su suo padre e aspetta il ritorno del capitano Nicholas. La vigilia di Natale, Angelos chiede a Mary di sposarlo, ma lei lo rifiuta ridendo. Doris lascia Marina, che sta piangendo e urlando, minacciando di uccidersi.
Eleni arriva alla festa di Natale dopo aver fatto una cena romantica con Petros. Petros la segue e quando scopre il suo segreto la picchia. Piangendo, lei cerca di spiegare tutto, ma anche lui se ne va piangendo. Dopo tutto quello che è successo, le Lanterne Rosse chiudono. Anna attende una lettera dal Capitano Nicholas, ma scopre che l'intero equipaggio della Nave Eterna, incluso il Capitano Nicholas, è morto in una tempesta. Mary, Marina e Myrsine cercano di trovare un posto tutto loro per poter continuare a lavorare. Michalis cerca ancora una volta di sedurre Eleni, ma lei e Petros si riuniscono e sono più felici che mai. Il film finisce con Katerina che lascia le Lanterne Rosse con suo marito, povera ma felice. Lui le chiede: "Non è bella la vita?" e lei risponde: "Va bene".